# باميلا هاريس
باميلا هاريس (بالإنجليزية: Pamela Harris (judge))‏ (و. 1962 – م)هي محامية من الولايات المتحدة الأمريكية . ولدت في هارتفورد، كونيتيكت .

## التعليم
تعلمت في كلية ييل للحقوق.

## مناصب وهيئات
أدارت جامعة هارفارد.